# Ai Kora
Ai Kora (あいこら??   también conocido bajo el nombre de Love&Collage) es un manga creado por Kazurou Inoue, creador del famoso manga Midori Days. El manga se completó el 6 de febrero de 2008 y fue publicado en 12 tomos Tankōbon. El 23 de julio de 2008 se ha empezado con su reedición.

## Argumento
El argumento está basado en un adolescente, Hachibe Maeda, quien idolatra las partes particulares de la mujer. Cuando se muda a Tokio para cursar el bachillerato se encuentra viviendo en un cobertizo en las cercanías de un dormitorio de chicas en el cual viven varias jóvenes de las cuales cada una posee una de las cualidades ideales que el desea. La historia gira alrededor de Hachibei y su búsqueda por cumplir sus fetiches y su creciente relación con los demás personajes.

## Personajes

### Personaje principal

#### Hachibei Maeda (前田 ハチベエ Maeda Hachibē)
El protagonista de la historia es un chico de 15 años, quien ha perseguido durante toda su vida su amor por las partes del cuerpo femenino. A causa de su fetiche no es atraído por chicas quienes no presentan partes del físico ideales. Por esta razón, le pide a su madre que lo deje acudir a la academia Sakashitamon en Tokio, donde espera encontrar la anhelada perfección. Se ve forzado a vivir en un pequeño cobertizo, junto al dormitorio de las chicas, debido a que el dormitorio de los chicos se quemó. 
Cuando conoce una mujer quien presenta una parte del físico que el considera ideal empieza a volverse muy protector demostrando que estaría dispuesto a morir por una chica que a su parecer fuera, aunque sólo sea por una parte, perfecta. Atraviesa grandes obstáculos para poder cumplir su fetiche y mantener su amistad con las chicas. Normalmente es una persona pasiva y pacífica pero cuando ve puesta en peligro el bienestar de las chicas con sus partes ideales entra en un estado de furia. En ese estado es capaz de lograr hazañas sobre-humanas y, según Ootori, logra superar hasta al ninja más fuerte. 
Más adelante la historia revela que su padre murió cuando él era aún muy joven y que tenía una personalidad parecida. La felicidad de su padre resultante del encuentro con su esposa (la mujer ideal de su padre) es lo que lleva a Hachibei a buscar su propia mujer ideal.
Encuentra varias chicas a lo largo de la historia con sus partes ideales, incluso a un chico (lo cual le causa sentimientos encontrados) y una fantasma. Por más que quiere a todas las chicas quienes presentan partes ideales, realmente desea que cada una encuentre la felicidad. Aun así siente celos por otros chicos. 
Al principio dice no conocer el amor. Con el tiempo desarrolla sentimientos por Tenmaku. Es la única a la cual se ha declarado y con la cual empieza una relación. En ocasiones duda de su relación con Tenmaku o las otras chicas por miedo a causarles daño. 
Durante el último arco, debido a una pérdida de confianza de Tenmaku en él y a un malentendido por el que piensa que se va del país, la separa por la fuerza de su exnovio. Haciendo uso de la descomunal fuerza y vitalidad que tiene cuando protege lo que desea, la lleva a cuestas, huyendo de la policía. Todos los que han interactuado con él a lo largo de la historia se reúnen para
preocuparse por él y ayudarle si es posible. Durante el encuentro todos cuenta como su forma de ser les ha cambiado y ayudado.
Hacia el final accidentalmente toma un vuelo hacia Inglaterra pensando que Sakurako Tenmaku se encuentra en el avión. Cuando está ya en el avión se da cuenta de que se ha quedado en el aeropuerto y le lleva cuatro meses lograr volver a Japón. En el final se ve que en el camino ha encontrado a más chicas con sus partes ideales a las cuales ha protegido, las cuales lo siguen a Japón insistiendo en casarse con su salvador.

### Personajes del dormitorio de chicas

#### Sakurako Tenmaku (天幕 桜子 Tenmaku Sakurako)
Esta chica tiene lo que Hachibei considera “ojos ideales”, de forma felina y con un color azul transparente. 
En el principio actúa con frialdad, e incluso ira, frente a sus compañeros masculinos de la academia Sakashitamon. Con el tiempo se descubre que es por su pasado. Hace dos años Sakurako estudiaba en otro instituto. En ese tiempo era acusada por las demás chicas de robarles a sus novios. Su único soporte era un chico que le gustaba, Junichiro Taniyama. Tras un episodio traumático en el que parece que intenta forzarla decide trasladarse a la academia Sakashitamon. Desde que su padre se da cuenta de que no supo protegerla de lo que la impulsó a cambiar de instituto se vuelve sobre-protector. Más tarde le encarga esa responsabilidad a Hachibei. 
Ella es muy frugal por naturaleza y le encanta encontrar compras ventajosas ya que sabe bien como lograr ahorrar dinero. Cuando Hachibei se muda al cobertizo, se muestra hostil hacia él pero sus sentimientos con el tiempo cambian. El rasgo protector de Hachibei y la forma abierta en que persigue lo que desea hará que poco a poco confíe en él. A medida que pasa el tiempo se muestra también menos intolerante con otros chicos.
Su familia está compuesta por su padre, su abuela Hana, su hermano y su hermana menor. Poseen un restaurante. Su madre, Nadia, es Británica y dirige una empresa exitosa en su país de origen. Tenía planeado llevarse a Tenmaku a Inglaterra con ella pero esta no quiso para poder quedarse con sus amigos. Tanto Sakurako como su madre tiene los ojos ideales de Hachibe. 
Con el tiempo Tenmaku se da cuenta de sus sentimientos por él pero no puede declarar estos públicamente. Aunque Hachibei renuncia inicialmente a seguir intentando perseguirla románticamente, esta le pide que siga maravillándola para que algún día pueda admitir lo que realmente siente. Hachibei desde entonces hasta el final de la historia seguirá luchando por conquistarla.
Pese a todo esto odia las actitudes pervertidas del chico y le pega cada vez que lo sorprende. Más adelante forman una relación pero ella deja de confiar en él cuando encuentra las fotografías que Hachibei ha tomado de las "partes ideales" de sus chicas. Desconfía porque pensaba que él no tenía secretos y había descubierto que sí. 
Finalmente se da cuenta de que Hachibei la ha cambiado, haciéndola más fuerte, al enseñarle su honestidad consigo mismo y como persigue sus sueños con todas sus fuerzas. En el final del manga, tras esperar cuatro meses a que vuelva le confiesa su amor abiertamente frente a todos.

#### Tsubame Ameyagi (雨柳 つばめ Ameyagi Tsubame)
Tsubame es profesora de inglés en la academia Sakashitamon e originaria de Osaka. Ella tiene lo que el protagonista considera “piernas ideales”, completamente rectas, como las del personaje de ficción Sally Yumeno. Es muy alta, el protagonista estima que mide al menos 190 cm. Parece ser feliz y relajarse con facilidad. Fuma, bebe y le encantan los coches y en especial su coche Honda S800.
Visto que ya tiene 25 años pero no pareja formal su madre quiere desesperadamente que acuda a Omiais, costumbre japonesa de citas a ciegas con vistas a un matrimonio futuro. Tsubame sin embargo acude con desinterés. Cuando descubre que Hachibei no conoce el amor, intenta forzarle a que lo tenga. Hachibei responde diciéndole que no cree que se pueda obligar a una persona a amar a otra, lo cual ayuda a la profesora a aclarar sus propios sentimientos y dejando de asistir a las Omiais. 
Tuvo un novio (quien aparentemente tenía un fetiche con las piernas) a quien conoció en la Universidad pero falleció en un accidente en moto. La hermana del chico no le pudo perdonar hasta que Hachibei le ayuda a entender los sentimientos de la hermana y logra que se reconcilien. 
Por su carácter despreocupado no parecen importarle los fetiches del protagonista y hasta le pide que le masajee las piernas. Inicialmente rechaza a un amigo con el que solía salir a divertirse. Hachibei, al ver la tristeza de su profesora, consigue que supere la pérdida de su novio accidentado. Es una de los pocas de las cuales no parece involucrarse románticamente. Sólo tiene una momentánea palpitación por él tras una cita en un parque de diversiones antes de conocer a su actual novio. En el final de la serie incluso declara que no quiere estar con Hachibei, ya que tiene a Ono con quien pretende casarse.
El diseño de personaje de Tsubame se parece al de Rin Sawamura, un personaje de Midori Days

#### Yukari Tsukino (月野 弓雁 Tsukino Yukari)
Yukari tiene lo que Hachibei considera los “pechos ideales”, con forma de tren bala y un gran tamaño. Esta característica aparenta ser hereditaria ya que la comparte con sus hermanas mayores. Es muy tímida y siente que los chicos se burlan de ella por sus pechos. Aprende a aceptarlos con ayuda de la Hachibei, que la protege y luego le dice que a él le gusta como son.
Es extraordinaria en el Kyūdō (una clase de tiro con arco) y la campeona de su distrito. Es también miembro de una congregación otaku dōjin pero lo mantiene en secreto.
Es la primera en desarrollar sentimientos por el protagonista. Tras confesarlos el le explica que no entiende el amor romántico, sólo tiene su amor fetichista. Esto la irrita hasta que su profesora Tsubame le ayuda a entenderlo mejor. Iicialmente desconoce el atractivo de sus pechos. En cuanto lo descubre lo para competir por la atención de Hachibei, luchando recurrentemente con Ayame Yatsuhashi.  
Más adelante se entera primero de que el protagonista está enamorado de Tenmaku y después que están comenzando una relación pero no puede dejar de amarlo de todas maneras. Consigue aceptar el hecho al ver que Hachibei está honestamente preocupado por su bienestar, incluso dispuesto a renunciar al amor romántico para intentar no herirla.
Yukari resulta ser el interés romántico de otros. Yuuzou Kawatani, un compañero del instituto, tiene un amor platónico que confiesa al competir por el afecto de Yukari contra Hachibei, al cual considera un pervertido pero al que acaba respetando. Yoichirou Tatsumi, el presidente de club de ciencias, tiene un fetiche por los pechos de Yukari por lo que siente un afecto similar al de Hachibei en la forma aunque no tan exagerado. Kureha Kano, una chica que tiene un fetiche por las chicas con gafas, encuentra en Yukari a su "perfecto ángel con gafas". 
Con el tiempo aprende a ser más asertiva de Hachibei. Cuando se entera de que Sakurako termina la relación con Hachibei en vez de aprovecharse de la situación lo convence de reconquistarla superponiendo el bienestar del protagonista sobre el suyo propio. 
Al final de la serie declara de que Sakurako puede manejar su amor romántico, pero que ella desea quedarse con la porción de su amor por sus "partes ideales" y hunde la cara de Hachibei en sus pechos.
El diseño del personaje de Yukari es parecido a Midori Kasugano, el personaje principal de Midori Days.

#### Kirino Ootori (鳳 桐乃 Ōtori Kirino)
Kirino tiene lo que Hachibei considera la “voz ideal”, grave pero suave. Desciende de una familia ninja es maestra del estilo ninja Shuusui, siendo la heredera y la más fuerte de ellos. Adora cantar pero lo hace en secreto, en parte porque su abuelo teme que interfiera con su entrenamiento ninja y porque es tímida. Esconde esa timidez bajo una fachada violenta. Tiene la habilidad de detectar el instinto asesino de las personas. 
Hachibei, consigue que su abuelo le de permiso para cantar, tras ayudarla a revalidar su título como la más fuerte de la aldea. Su prima Ai de 8 años intenta matarla para ganar su posición. Ootori por su parte intenta protegerla de su torpeza y hasta de Hachibei, ya que su prima tiene las "manos ideales". 
Ootori admira a Hachibei por la extraordinaria voluntad y fuerza que posee. Intenta esconder sus crecientes sentimientos por el chico protagonista pero sin mucho éxito. Aun así continuamente castiga los comportamientos inapropiados de Hachibei, especialmente el intentar que su "voz ideal" pronuncie frases pervertidas. Tras incursiones previas en la música y el cine, se convierte en una estrella del pop y abandona la casa después de declarar sus sentimientos. Vuelve en el capítulo final cantándole su canción más reciente con la voz que él ama tanto.
El personaje de Ootori es parecido al de Nao Makinoha otro personaje de Midori Days.

#### Ayame Yatsuhashi (八ツ橋 あやめ Yatsuhashi Ayame)
Es una estudiante de la academia Sakashitamon, ídolo de la escuela y tiene la "cintura ideal" con forma de vasija de porcelana. Es la hija del plutócrata Yatsuhashi, quien la hace esforzarse en ser la mejor en todo. Su padre realiza muchas donaciones a la escuela para que no sea cuestionada por los profesores. En un comienzo quiere que Hachibei sea su novio ya que lo considera el chico más fuerte de la academia. Para su sorpresa él la rechaza ya que Hachibei no reconoce ninguno de sus fetiches en ella.
La chica no está dispuesta a rendirse y se entera del fetichismo de Hachibei. Cuando éste la salva de ser atropellada por un camión se da cuenta de que tiene lo que él considera la “cintura ideal”. Luego ella decide mudarse al dormitorio de chicas para poder estar más cerca del protagonista. Aprovecha el fetiche del chico para controlarlo. Inicialmente sólo lo quiere por su estatus como el más fuerte. Más adelante, conmovida por ver que él la quiere proteger independientemente de su jerarquía, ella cambia y le quiere románticamente.
Haiji, al darse cuenta de que ha empezado a amar a Hachibei de otra forma, decide ayudarla. Al final se enamora también de Haiji Kikuno, aunque no llega a reconocerlo ante los demás.

### Personajes secundarios

#### Haiji Kikuno (菊乃 盃二 Kikuno Haiji)
Es un estudiante pansexual transferido a la academia Sakashitamon. Es un chico popular entre las chicas de su clase por su defensa del amor romántico con independencia del físico. Aunque inicialmente confrontado con Hachibei por considerarle superficial, se enamora de él por su corazón puro. Hachibei le rechaza violentamente.
En un accidente el protagonista se entera de que Haiji tiene lo que el considera “el trasero ideal”. Hachibei es atormentado por el descubrimiento, ya que no logra superar el conflicto entre la atracción por el trasero y el hecho de que Haiji es un chico. Finalmente resuelve intentar mantenerse alejado pero protegerle. 
Más adelante es revelado de que Haiji es un "aliado del amor" y desea el amor para todos por sus traumas pasados. Consigue vencer sus traumas y salir de una secta de adoradores de los bloomers (pantalones cortos ajustados) gracias a Hachibei y Ayame.
El personaje de Haiji se parece al de Kouta Shingyoji un personaje de Midori Days.

#### Azusa Tsukino y Mayu Tsukino
Son las hermanas mayors de Yukari y comparten con ella los pechos ideales. Ambas se enteraron de los sentimientos de su Hermana menor por Hachibe y juegan con él para volverla celosa. Más tarde le dan el consejo de que declare sus sentimientos antes de que alguien más lo haga.

#### Sayo la fantasma
Es un espíritu que Hachibe y Ryuunosuke encuentran en las montañas en el verano. Ella es atormentada por fantasmas los cuales eran fanáticos de su belleza. Después de resolver su problema con otros fantasmas vuelve a aparecer con Aburazaka, quien no la puede ver. Más adelante se descubre que no está muerta pero en coma. Es la única chica que presenta más de una característica ideal: el trasero, el cuello y la cintura. Parece enamorarse de Seishirou Aburazaka cuando este descubre que sigue con vida. En el capítulo 91 se descubre que su nombre real es Koino Sayo.

#### Ai Hagidzuka (萩塚 亜亥 Hagizuka Ai)
Es la prima de 8 años de Ōotori y aparece por primera vez en el capítulo 68. Es una aspirante al título de ninja y desea ser la mejor en su familia por esto intenta matar a su prima. Hachibe descubre que tiene las manos ideales e intenta cubrirlas constantemente con algún tipo de conserva. Cuando Hachibe le salva la vida entrando en su modalidad furiosa Ai se enamora de él.

#### Nadia Foxton Tenmaku
Es la madre de Sakurako Tenmaku, es Británica y vive en Inglaterra. Es muy atlética y una Buena luchadora. Nadia visita Japón para traer a Tenmaku con ella a Inglaterra pero se encuentra con la Resistencia de Hachibe quien lucha con ella. La pelea es detenida cuando Tenmaku se interpone y Nadia recibe una bofetada de su esposo. Decide volver a Inglaterra y le dice a Tenmaku que si alguna vez decide ir puede traer a Hachibe.

#### Kyogai Hatsuka
Es una joven que sufre abusos físicos y psíquicos por su padre alcohólico quien gasta sus sueldos en alcohol y juegos de azar. Un día ya no lo soporta y lo apuñala en defensa propia. Conoce a Hachibei cuando éste evita que sea arrestada por la policía. Hachibei quiere protegerla, ya que tiene sus "labios ideales" ligeramente gruesos y rosas. 
Más adelante intenta ayudarle a abandonar la ciudad. Durante una larga persecución es testigo de como Hachibei enfrenta toda clase de dificultades sin titubear. Ella reflexiona sobre su hábito de huir. Decide enfrentarse a su pasado para desconsuelo de Hachibei y entregarse a las autoridades. Cuando el chico intenta pararla le da un beso en la mejilla y se va. 
En el capítulo 101 es revelado que fue mandada a prisión y que Haribe la visita. Le cuenta que se ha sincerado con un exnovio y le ha explicado el maltrato que sufría. Tras reconciliarse con su exnovio se casará cuando salga de la cárcel.

#### Ayako Tanefuda
Es presidenta del Club de Sumo ya que se siente atraída hacia hombres fuertes. Debido a un accidente Hachibei acaba haciendo una suplencia en el club. Allí descubre que ella tiene el "cuello perfecto". Todos los integrantes del club están enamorados de ella. Más tarde cambia al club de artes marciales mixtas porque piensa que quizás sean más fuertes.

#### Matsuyama Chizuru
Es una estudiante transferida la clase de Hachibe y también tiene un fetiche que la lleva a proteger las manos del chico, las cuales considera perfectas. En su anterior colegio desaprobaban sus gustos, siendo acosada por ello. Ella tiene lo que Hachibe considera “orejas perfectas” las cuales ella dice son muy sensibles.  A diferencia del chico no le importa el bienestar del dueño de su objeto de obsesión y llega a lastimarlo para probarlo ante las otras chicas que acaban celosas de su comportamiento.

#### Ryuunosuke Shibusawa (渋沢 龍之介 Shibusawa Ryūnosuke)
Es el presidente del departamento artístico de la academia Sakashitamon. Persigue distintas clases de fetichismos e investigar los fetichismos en sí. Entre ellos comparte el fetichismo por las partes del cuerpo de Hachibei Maeda, pero sin ninguna clase de romanticismo sólo en la lejanía. En un principio él y Hachibei se intentan obstaculizar pero más adelante se ayudan y convierten en camaradas.

#### Junichiro Taniyama (谷山十日炉 Taniyama Junichiro)
Es el mejor amigo de Tenmaku antes del cambio de escuela. Ambos van desarrollando sentimientos el uno por el otro. Cuando quiere besarla lo hace de una manera forzada y Tenmaku asustada piensa que quiere violarla, pegándole y huyendo a continuación. Al darse cuenta de lo que ha hecho pasar a Tenmaku no es capaz de seguirla. Primero no consigue explicarse por vergüenza y cuando se entera de que Tenmaku se traslada el padre de Tenmaku no le permite acercarse a ella. 
Vuelve a aparecer en el capítulo 71. Al verle Tenmaku escapa. Durante su huida Tenmaku está a punto de ser atropellada pero él la salva. Cuando ella se tranquiliza le pide disculpas y le explica la situación. Le confiesa que la sigue amando y que intentará recuperarla.
Más adelante verá a Hachibei como un rival indigno del amor de Tenmaku al descubrir su lado pervertido. Durante el arco final intenta aprovechar la mala relación que pasan Tenmaku y Hachibei para recuperarla. Finalmente reconoce la valía de Hachibei y el cambio que éste ha producido en Tenmaku, yéndose a estudiar al extranjero música sin ella.

#### Kureha Kano (鹿野 紅葉 Kano Kureha)
Es una estudiante de la academia Sakashitamon. Aparece por primera vez cuando Hachibei Maeda y Ryuunosuke Shibusawa persiguen a un acechador que adormecía chicas lindas para dibujarles lentes y así satisfacer su fetiche. La atrapan y logran que pare, al hacerle entender el sufrimiento que causaba, reconduciéndola al lado "bueno" del fetichismo.
Más adelante aparece a menudo con Yukari Tsukino, que por su belleza y llevar gafas complace su fetichismo. Es enormemente protectora con Yukari Tsukino.

#### Yoichirou Tatsumi (辰巳 与一郎 Tatsumi Yoichirou)
Es el presidente del club de ciencia de la academia. Amigo de la infancia de Ayame, la ayuda a menudo a desarrollar o ejecutar planes para conquistar a Hachibe. Tiene un fetiche con los pechos y está interesado en Yukari Tsukino. Ha desarrollado en dos ocasiones lentes que permiten ver a través de la ropa para satisfacer su curiosidad sobre la forma de los pezones.

#### Umeka Outani (鶯谷 梅香 Outani Umeka)
Compañera de estudios aunque más joven, se enamora de Ryuunosuke de forma platónica. Es inteligente pero se adapta mal en clase. Éste la rechaza, ya que quiere una vida dedicada al amor fetichista, no romántico. Tras esto intenta entrar en el Club de Finas Artes, lo cual es inicialmente rechazado por Ryuunosuke. Al ver la dedicación de la joven decide aceptarla. Ha mostrado interés tanto en el arte como en los fetiches, lo cual choca con su imagen y comportamiento infantil.

#### Seishirou Aburazaka (油坂征四郎 Aburazaka Seishirou)
Es el fundador del departamento de finas artes de la academia. Ya se ha licenciado pero fue el mentor de Ryuunosuke. Ha consagrado su vida al fetichismo, buscando nuevas formas de practicarlo. Aunque se preocupa por el progreso de los jóvenes fetichistas suele tener sus propias problemas en el que le ayudan en un par de ocasiones.

#### Yuuzou Kawatani (川谷 裕三 Kawatani Yūzō)
Es un integrante del equipo de Judo y campeón de la academia. Está enamorado de Yukari.

#### Kunoichi Awayuki (淡雪 区の位置 Awayuki Kunoichi)
Habitante de la aldea ninja y la principal contrincante de Kirino. Domina las técnicas de ilusión, drogas y envenenamientos. Además tiene un enorme atractivo físico que le ha ayudado a ganar el título de miss Kunoichi 5 años seguidos. Aun así no satisface los criterios de Hachibei Maeda.